# Croix du cimetière de Plestan
La croix du cimetière est située à Plestan en France.

## Localisation
La croix est située sur la commune de Plestan, rue de l'Église, dans le département des Côtes-d'Armor en région Bretagne.

## Description
La croix est ornée de sculptures et le socle de symboles des Évangélistes.

## Historique
La croix est inscrite au titre des monuments historiques par arrêté du 8 janvier 1964.